# Викей, Ринус
Ринус ван Калмтхаут (нидерл. Rinus van Kalmthout), известный как Ринус Викей (англ. Rinus VeeKay; род. 11 сентября 2000, Хофддорп, Северная Голландия) — нидерландский автогонщик, выступающий в IndyCar Series.

## Биография
В 2009—2016 годах выступал в различных картинговых соревнованиях. В 2010 году выиграл нидерландский 4-тактовый зимний чемпионат («Новичок»), занял 2 место в спринт-чемпионате («Кадет 160»). В 2011 году выиграл спринт-чемпионаты Нидерландов и Бенилюкса («Мировая формула»). В 2012 году выиграл Chrono Dutch Rotax Max Challenge — Mini Max, в следующем — Dutch Championship — Rotax Junior.
С 2016 года стал выступать в младших «формулах». Занял второе место в USF2000 Championship (три победы, уступил 7 очков Оливеру Эскью). Бронзовый призёр сезона-2016/17 MRF Challenge. Победитель сезона-2018 USF Pro 2000 Championship (BN Racing, 7 побед в 16 гонках). В сезоне-2019 занял 2 место в Indy Lights (Juncos Racing, 6 побед в 18 гонках, уступил 21 очко новичку серии Эскью), победитель зимнего азиатского чемпионата Формулы-3 (Dragon Hitech GP, 4 победы в 9 гонках).
В июле 2019 года было объявлено, что Викей будет тестировать машину «Индикара» в составе Ed Carpenter Racing в Портленде. 20 ноября команда подписала с ним контракт в качестве замены Спенсера Пиго. Самой удачной гонкой для Викея в сезоне-2020 стал первый заезд «Гран-при урожая» 2 октября на дорожной трассе «Индианаполис мотор спидвей» — поул-позиция, третье место и лучший круг в гонке. По итогам сезона занял 14 место, став лучшим новичком. В сезоне-2021 выиграл первую гонку в «Индикаре» — на гран-при Индианаполиса, также установив быстрейший круг. В первой гонке гран-при Детройта занял второе место. Следующий этап на «Роуд-Америке» пропустил из-за перелома ключицы после падения с велосипеда. Занял 12 место по итогам чемпионата. В 2023 году занял 14 место (лучший результат — 6 место на гран-при Портленда), в 2024 году — 13 место (лучший результат — 5 место в первой гонке на «Айова Спидвей»). 20 сентября 2024 года Ed Carpenter Racing неожиданно для Викея прекратили сотрудничество с ним.
14 февраля 2025 года подписал контракт с Dale Coyne Racing.